# Katalonski ljudski tornjevi
Castells (valencijski katalonski za „Dvorci”) su ljudski tornjevi koje prave pripadnici amaterskih skupina, obično kao dio godišnjih svečanosti u katalonskim gradovima.
Tradicionalno se organiziraju na trgu ispred balkona Gradske vijećnice. Ljudske tornjeve prave castellers-i koji stoje jedni drugima na ramenima u nizu faza (između šest i deset). Svaka razina tronc-a, naziv za drugu razinu prema gore, uglavnom se sastoji od dva do pet težih ljudi koji podržavaju mlađe, laganije dječake ili djevojčice. Pom de Dalt, tri najgornji razine tornja, čine isključivo djeca. Svatko je dobrodošao da se formira pinya, gomilu koja podržava baze tornja. 
Običaj gradnje ljudskih tornjeva potječe iz Vallsa, mjesta u blizini Tarragona, s kraja 18. stoljeća. Iako su popularni širom Katalonije i Balearskog otočja, najkompleksnije strukture (gamma extra castells) se prave u gradovima: Valls, Vilafranca del Penedès, Terrassa, Mataró i Tarragona.
Svaka skupina se može prepoznati po svojoj nošnji, a posebno po boji košulje, dok cummerbund služi za zaštitu leđa i za njega se hvataju castellers-i kada se penju na toranj. Prije, tijekom i nakon izvedbe, glazbenici sviraju razne tradicionalne melodije na puhčkom glazbalu poznatom kao Gralla, postavljajući ritam na koji se toranj gradi. Znanja potrebna za podizanje Castellsa tradicionalno se prenose s generacije na generaciju unutar skupine, te se može naučiti samo praksom. Zbog toga je ova djelatnost upisana na UNESCO-ov popis nematerijalne svjetske baštine u Europi 2010. godine.

## Vanjske poveznice
- Web del Patronato Nacional del Misteri d'Elx - Misterio de Elche (šp.)
- La Tramoia  Arhivirana inačica izvorne stranice od 3. listopada 2017. (Wayback Machine)